# Legio I Macriana liberatrix

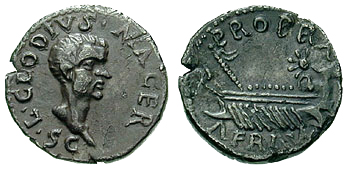
Retrato de Lucio Clodio Macro en un denario.

La Legio I Macriana liberatrix (Primera legión «liberadora de Macro») fue una legión romana, creada en África por el gobernador Lucio Clodio Macro en el añó 68.
El propósito de la legión era unir fuerzas con la Legio III Augusta en la rebelión de Galba (gobernador de la Hispania Tarraconensis) contra el emperador Nerón. Nerón más adelante se suicidó y fue substituido por Galba, pero el emperador nuevo miraba a Macro con desconfianza ya que temía otra rebelión contra él. Macro fue asesinado en el año 69, el año de los cuatro emperadores y la I Macriana liberatrix fue disuelta. El emblema de la legión es desconocido.